# IPhone 12 Pro
iPhone 12 Pro и iPhone 12 Pro Max — смартфоны корпорации Apple, использующие процессор Apple A14 Bionic и операционную систему iOS 14. Были представлены 13 октября 2020 года вместе с базовыми iPhone 12 и iPhone 12 mini. Пришли на смену iPhone 11 Pro и iPhone 11 Pro Max соответственно.

## Дизайн
Корпуса iPhone 12 Pro и iPhone 12 Pro Max имеют плоские грани — элемент дизайна, который можно увидеть в предыдущих смартфонах компании, начиная с iPhone 4 и вплоть до iPhone 5s и iPhone SE 1-го поколения.
Смартфоны представлены в четырёх цветах: серебристый, графитовый, золотой, а также новый «тихоокеанский синий».

## Характеристики

### Дисплей
iPhone 12 Pro и iPhone 12 Pro Max оснащёны OLED-дисплеями диагональю 6,1 дюйма и 6,7 дюйма соответственно, произведённым по технологии Super Retina XDR. Экраны покрыты новым ударопрочным стеклом Ceramic Shield, произведённым совместно с Corning.

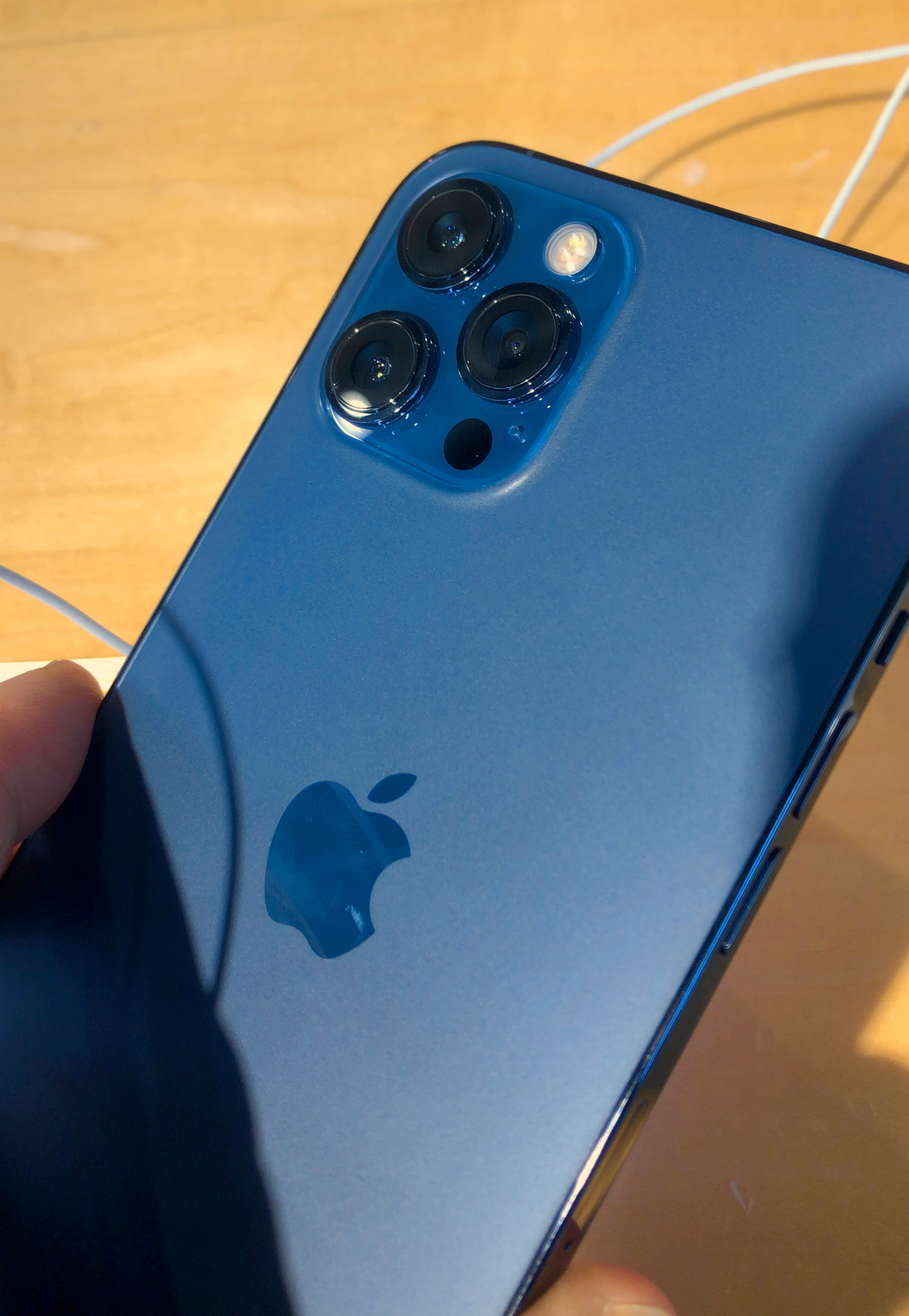
Смартфон iPhone 12 Pro

### Камеры
Смартфоны оснащены системой камер, состоящей из трёх модулей: сверхширокоугольного, широкоугольного и телефото с 2-х кратным (IPhone 12 PRO) и 2.5-кратным (iPhone 12 PRO MAX) оптическим зумом. Имеется также оптическая стабилизация изображения, а в версии 12 PRO MAX добавлена технология сдвига матрицы. Важным нововведением стало появление высокоточного лазерного сканера LiDAR, позволяющего осуществлять 3D-сканирование объектов и эффективно реализовать технологии дополненной реальности.

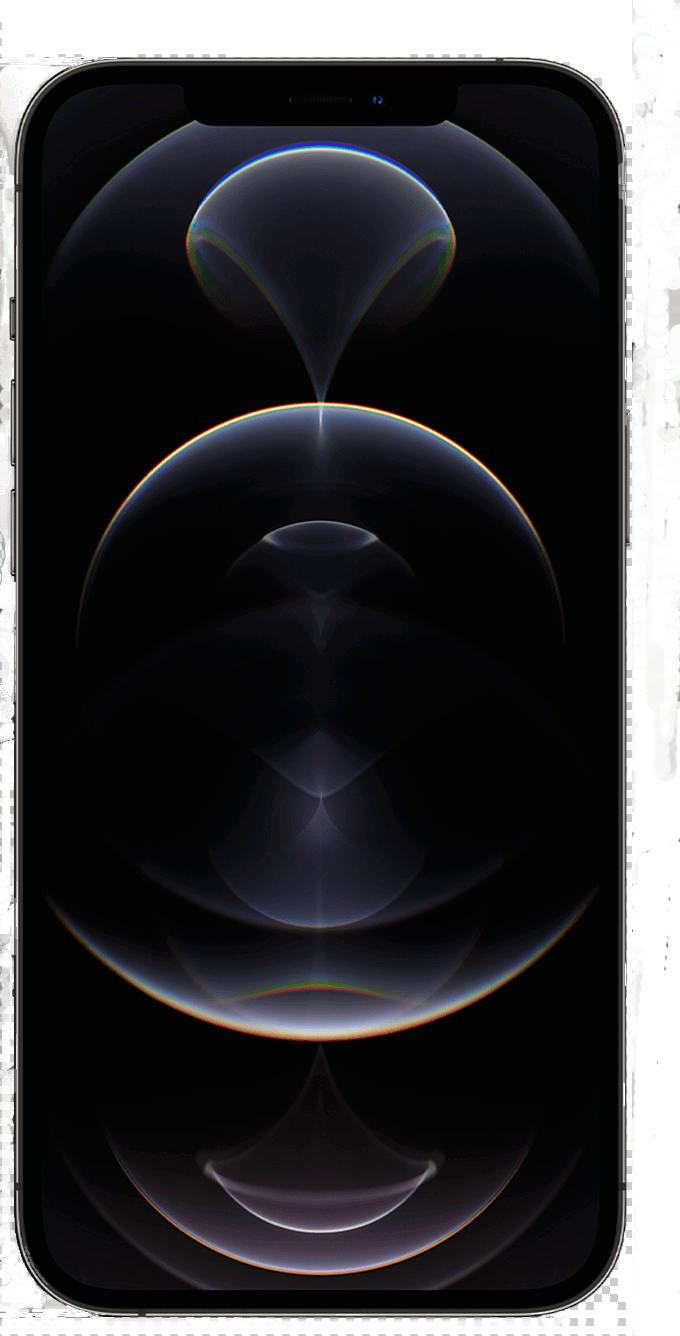
Обои iPhone 12 Pro

### Процессор
Используется шестиядерный процессор Apple A14 Bionic, выполненный по технологии 5 нм.

### Комплектация
Из комплекта поставки были удалены наушники earPods и адаптер питания, вместо них к iPhone прилагается кабель USB-C/Lightning для быстрой зарядки. Как утверждает Apple, это было сделано с целью сокращения выбросов углерода.

## Программное обеспечение
Предустановленной операционной системой iPhone 12 Pro и iPhone 12 Pro Max является iOS 14, которая была выпущена 16 сентября 2020 года.

## Скорость беспроводной связи
| Тип сотовой сети/беспроводной технологии | Класс                | Частоты, на которых работает сеть | Максимальная скорость Downlink (Mbps) | Максимальная скорость Uplink (Mbps) | Современность        |
| ---------------------------------------- | -------------------- | --------------------------------- | ------------------------------------- | ----------------------------------- | -------------------- |
| GPRS                                     | 2G (2.5G)            | 850, 900, 1800, 1900 МГц          | 0.04                                  | Неизвестно                          | Технология устарела  |
| EDGE                                     | 2G (2.75G)           | 850, 900, 1800, 1900 МГц          | 0.38                                  | Неизвестно                          | Технология устарела  |
| UMTS                                     | 3G                   | 850, 900, 1900, 2100 МГц          | 3.6                                   | Неизвестно                          | Технология актуальна |
| HSDPA/HSUPA                              | 3G (3.5G)            | 850, 900, 1900, 2100 МГц          | 14.4                                  | 5.7                                 | Технология актуальна |
| HSPA+                                    | 3G (3.75G)           | 850, 900, 1900, 2100 МГц          | 21                                    | 5.7                                 | Технология актуальна |
| DC-HSDPA                                 | 3G (3.95G)           | 850, 900, 1900, 2100 МГц          | 84                                    | 5.7                                 | Технология актуальна |
| CDMA EV-DO Rev. A                        | 3G (3.5G)            | 800, 1900 МГц                     | 3.1                                   | 1.8                                 | Технология актуальна |
| CDMA EV-DO Rev. B                        | 3G (3.5G)            | 800, 1900 МГц                     | 4.9                                   | 2.4                                 | Технология актуальна |
| LTE                                      | 4G (4.0G)            | 800, 1900, 2600 МГц               | 1200                                  | 1200                                | Технология актуальна |
| 5G                                       | 5G (5.0G)            | 5G NR в районе 6 ГГЦ, 26 — 28 ГГц | 4000                                  | 200                                 | Технология актуальна |
| Wi-Fi                                    | 802.11 a/b/g/n/ac/ax | 2,4 ГГц и 5 ГГц                   | 1320                                  | 1320                                | Технология актуальна |
| Bluetooth 5.0                            | 802.15.4             | 2,4 ГГц                           | 1.0                                   | 1.0                                 | Технология актуальна |

## Критика
iPhone 12 Pro получил в целом положительные отзывы. The Verge назвал его «красивым, мощным и невероятно функциональным устройством», высоко оценив новый дизайн, напоминающий iPhone 5, скорость процессора A14 Bionic и его возможности 5G, но отметили сокращение времени автономной работы по сравнению с iPhone 5 до iPhone 11 Pro и небольшое количество обновлений по сравнению с iPhone 12. Engadget также дал положительный отзыв об iPhone 12 Pro, высоко оценив систему беспроводной зарядки и аксессуаров MagSafe, а также улучшенную систему камер, но отметил отсутствие мотивации для обновления, если пользователи уже приобрели новый iPhone в 2019 году.
Apple критиковали за то, что она по-прежнему полагалась на Face ID как на единственный биометрический способ разблокировки устройства, который несовместим с масками для лица. Это ограничение было снято с введением пятой версии iOS 14, которая позволяет пользователю разблокировать устройство, надевая маску, используя парные и разблокированные паролем Apple Watch в качестве альтернативного аутентификатора. iPhone SE (2-го поколения) — единственный телефон, производимый Apple в настоящее время, который поддерживает Touch ID, альтернативный вариант, совместимый с масками для лица. Все модели по-прежнему могут использовать пароль для входа в систему.